# Cala de Senià
La cala de Senià, també escrita Seniar, o Sènia, és una petita platja natural del municipi de Palamós (Baix Empordà), situada en el tram de penya-segats entre la platja de Castell i Calella de Palafrugell, entre la cala sa Cobertera i la cala Canyers. Té una longitud de 45 metres i una amplada de 5 metres, formada per còdols i sorra gruixuda. De difícil accés, s'hi arriba a peu pel camí de ronda, a un quilòmetre de la platja de Castell.
Sobre la cala hi ha el Xalet Seniar, on hi va estiuejar Truman Capote, i on va acabar d'escriure 'A sang freda'.